# 金柳相思
金柳相思是豆科相思树属植物，原产澳大利亚南部。其种加词意思是与柳树有关的，指本种枝叶下垂似垂柳。本种的豆粒可食用，是一种相思树豆。